# العلاقات المكسيكية الجنوب سودانية
العلاقات المكسيكية الجنوب سودانية هي العلاقات الثنائية التي تجمع بين المكسيك وجنوب السودان.

## مقارنة بين البلدين
هذه مقارنة عامة ومرجعية للدولتين:
| وجه المقارنة                                              | المكسيك                                                                               | جنوب السودان                  |
| --------------------------------------------------------- | ------------------------------------------------------------------------------------- | ----------------------------- |
| المساحة (كم2)                                             | 1.97 مليون                                                                            | 619.75 ألف                    |
| عدد السكان (نسمة)                                         | 130.53 مليون                                                                          | 12.58 مليون                   |
| الكثافة السكانية (ن./كم²)                                 | 66.26                                                                                 | 20.3                          |
| العاصمة                                                   | مدينة مكسيكو                                                                          | جوبا                          |
| اللغة الرسمية                                             | اللغة الإسبانية                                                                       | لغة إنجليزية                  |
| العملة                                                    | بيزو مكسيكي                                                                           | جنيه جنوب سوداني، جنيه سوداني |
| الناتج المحلي الإجمالي (بليون دولار)                      | 1.15 تريليون                                                                          | 2.90 مليار                    |
| الناتج المحلي الإجمالي (تعادل القوة الشرائية) بليون دولار | 2.16 تريليون                                                                          | 22.88 مليار                   |
| الناتج المحلي الإجمالي الاسمي للفرد دولار أمريكي          | 9.01 ألف                                                                              | 73                            |
| الناتج المحلي الإجمالي للفرد دولار أمريكي                 | 17.32 ألف                                                                             | 2.02 ألف                      |
| مؤشر التنمية البشرية                                      | 0.756                                                                                 | 0.467                         |
| رمز المكالمات الدولي                                      | +52                                                                                   | +211                          |
| رمز الإنترنت                                              | .mx                                                                                   | .ss                           |
| المنطقة الزمنية                                           | منطقة زمنية وسطى، المنطقة الزمنية الجبلية، زمن منطقة المحيط الهادئ، منطقة زمنية شرقية | ت ع م+03:00                   |

## منظمات دولية مشتركة
يشترك البلدان في عضوية مجموعة من المنظمات الدولية، منها:
| علم المنظمة | اسم المنظمة                        | تاريخ انضمام المكسيك | تاريخ انضمام جنوب السودان |
| ----------- | ---------------------------------- | -------------------- | ------------------------- |
|             | مؤسسة التنمية الدولية              | 24 أبريل 1961        | 18 أبريل 2012             |
|             | يونسكو                             | 4 نوفمبر 1946        | 27 أكتوبر 2011            |
|             | وكالة ضمان الاستثمار متعدد الأطراف | 1 يوليو 2009         | 18 أبريل 2012             |
|             | الأمم المتحدة                      | 7 نوفمبر 1945        | 14 يوليو 2011             |
|             | الاتحاد البريدي العالمي            | ?                    | ?                         |
|             | البنك الدولي للإنشاء والتعمير      | 31 ديسمبر 1945       | 18 أبريل 2012             |
|             | الاتحاد الدولي للاتصالات           | 1 يوليو 1908         | 3 أكتوبر 2011             |
|             | مؤسسة التمويل الدولية              | 20 يوليو 1956        | 18 أبريل 2012             |
|             | منظمة الشرطة الجنائية الدولية      | ?                    | ?                         |

## وصلات خارجية
- موقع وزارة الخارجية المكسيكية
- موقع وزارة الخارجية الجنوب سودانية